# Грими, Леандро
Леа́ндро Дамиа́н Марсе́ло Гри́ми (исп. Leandro Damián Marcelo Grimi; 9 февраля 1985 года, Сан-Лоренсо, Санта-Фе, Аргентина) — аргентинский и итальянский футболист, защитник.

## Биография
Начинал свою карьеру в 2004 году в аргентинском «Уракане», сначала играв за молодёжную, а затем и за основную команды. в 2006 перешёл в «Расинг» из Авельянеды, в составе которого закрепился, и получил приз лучшего молодого игрока Апертуры. В 2007 присоединился к «Милану», но не смог завоевать место в команде. В составе «чёрно-красных» в серии A он дебютировал 18 апреля 2007 года в матче против «Асколи», выйдя на замену на 79-й минуте вместо Альберто Джилардино. В сезоне 2007/08 вначале был отдан в аренду в «Сиену», а затем в «Спортинг», в котором стал играть регулярно. Летом 2008 лиссабонский клуб выкупил права на Грими за 4 млн евро Вместе с клубом он выиграл Кубок и Суперкубок Португалии, занял второе место в чемпионате и стал четвертьфиналистом Кубка УЕФА.

## Титулы
- Чемпион Аргентины (1): 2014
- Обладатель Кубка Португалии (1): 2007/08
- Обладатель Суперкубка Португалии (1): 2008
- Победитель Лиги чемпионов УЕФА (1): 2006/07